# 松山市立番町小学校
松山市立番町小学校（まつやましりつばんちょうしょうがっこう）は、愛媛県松山市にある小学校。

## 概要
番町小学校は市庁舎裏に立地し、銀天街、大街道を含む松山市の中心市域が学区内である。このため、高度経済成長期にはドーナツ化現象の影響を受け、児童数を減らした。
2024年（令和6年）12月24日に松山市は、正岡子規の母校（厳密には、母校の後身）である同校のプール跡地に、愚陀仏庵を再建すると発表した。

## 所在地
愛媛県松山市二番町4丁目6-1

## 沿革
- 1887年（明治20年）4月 - 巽学校・智環学校・勝山学校を併せて温泉郡外側尋常小学校として創立。
- 1890年（明治23年）4月 - 松山市外側尋常小学校に改称。
- 1894年（明治27年）12月 - 松山第一尋常小学校に改称。
- 1900年（明治33年）3月 - 榎町（現市庁舎敷地）に校舎移転。
- 1929年（昭和4年）4月 - 松山市番町尋常小学校に改称。
- 1929年（昭和4年）8月 - 現在地に校舎移転。
- 1941年（昭和16年）4月 - 松山市番町国民学校に改称。
- 1947年（昭和22年）4月 - 松山市立番町小学校に改称。
- 1957年（昭和32年）10月 - 創立70周年記念行事実施、校歌制定。
- 1966年（昭和41年）10月 - 創立80周年記念行事実施。
- 1981年（昭和56年）3月 - 北校舎、体育館を新築。
- 1986年（昭和61年）11月 - 創立100周年記念行事実施、「旅たちの像」除幕。
- 1997年（平成9年）9月 - 創立110周年記念行事実施。
- 2007年（平成19年） - 創立120周年

## 著名な出身者
- 正岡子規 - 俳人、歌人
- 高浜虚子 - 俳人、小説家
- 河東碧梧桐 - 俳人、随筆家
- 勝田主計 - 朝鮮銀行総裁、大蔵大臣、文部大臣
- 白川義則 - 陸軍軍人、陸軍大臣
- 小川正孝 - 化学者、東北大学総長
- 川島義之 - 陸軍軍人、陸軍大臣
- 安倍能成 - 哲学者、学習院院長、文部大臣
- 安井英二 - 内務大臣、文部大臣、厚生大臣
- 伊丹万作 - 映画監督
- 谷田邦彦 - オセロの第一人者